# Pentagon Papers

Mapa de la CIA de actividades de disidentes en Indochina publicado como parte de los Pentagon Papers

Los Pentagon Papers (los Papeles del Pentágono), titulados oficialmente United States – Vietnam Relations, 1945–1967: A Study Prepared by the Department of Defense (Relaciones Estados Unidos - Vietnam, 1945-1967: Un estudio elaborado por el Departamento de Defensa) es el nombre popular de un documento secreto que contiene la historia de la implicación de Estados Unidos en Vietnam entre los años 1945 y 1967. Los Pentagon Papers empezaron a publicarse en la primera página de The New York Times en 1971, tras haber sido sustraídos clandestinamente de los archivos del gobierno por el funcionario del Pentágono Daniel Ellsberg. Un artículo de 1996 publicado por The New York Times afirmaba que los Pentagon Papers:

"...demostraban, entre otras cosas, que la administración Johnson había mentido sistemáticamente, no sólo al público sino también al Congreso, sobre un tema de interés nacional trascendente e importante".

Los Pentagon Papers fueron desclasificados oficialmente y publicados en junio de 2011.

## Historia

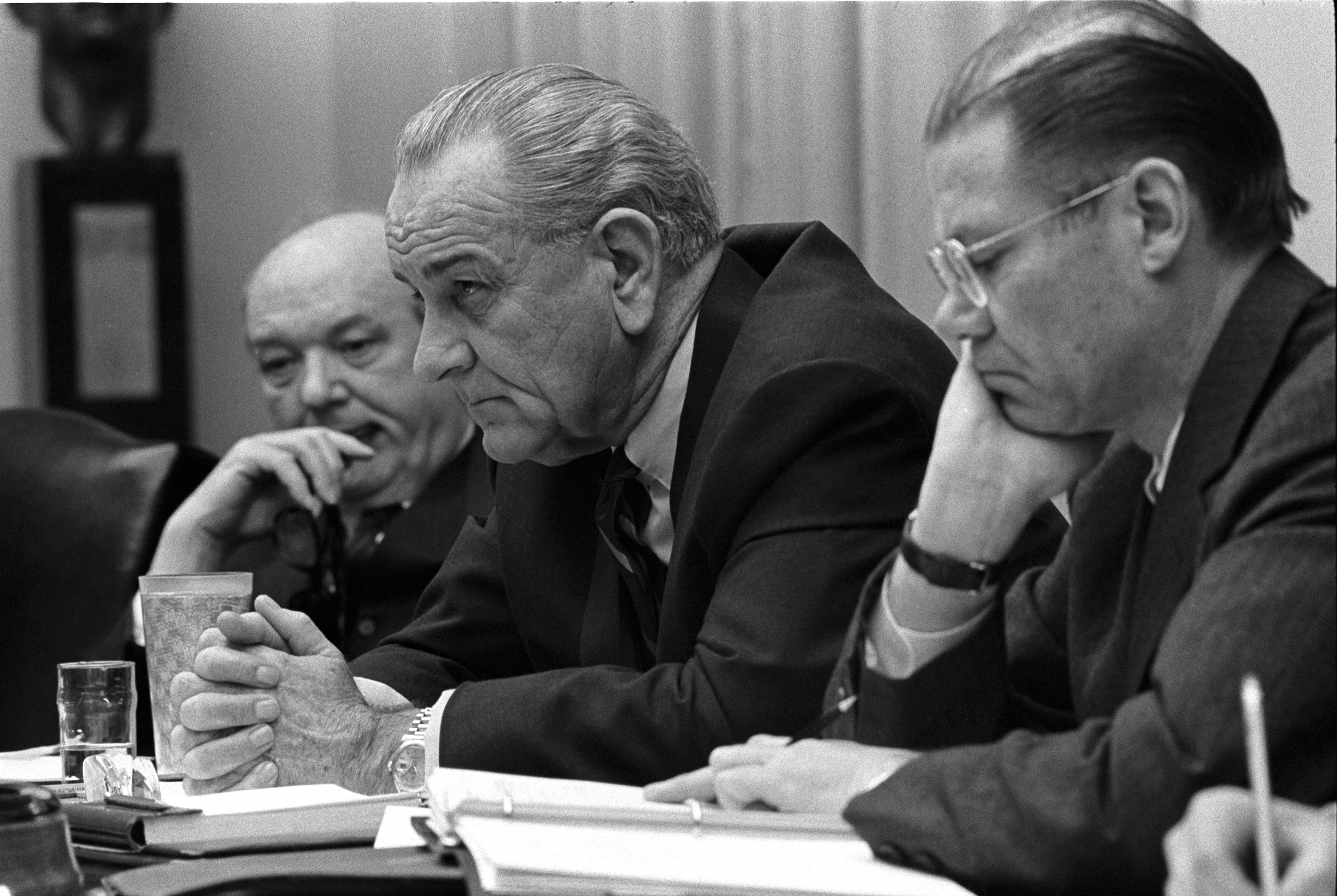
Reunión del gabinete con Dean Rusk, el presidente Lyndon B. Johnson y Robert McNamara, 9 de febrero de 1968

Los Pentagon Papers son un documento secreto en 47 volúmenes contando la participación militar de EE. UU. en Vietnam entre 1945 y 1967. La obra fue encargada en 1967 por el entonces secretario de Defensa, Robert McNamara, quien nombró a Leslie Gelb, director de planificación de control de la política de seguridad internacional, como supervisor del estudio. Gelb contrató a 36 oficiales militares y expertos civiles e historiadores para escribir las monografías de la investigación.
La publicación de los documentos, primero por The New York Times y, después por The Washington Post, provocó ira y vergüenza pública contra el presidente Richard Nixon, quien puso la máquina del gobierno de EE. UU. en acción para obligar a la prensa a abandonar la publicación del documento. 
Entre los hechos revelados se encontraba que Estados Unidos había deliberadamente extendido las acciones de guerra con ataques aéreos contra Laos, ataques costeros contra Vietnam del Norte y acciones terrestres de los marines, antes incluso de que el presidente Johnson informara al país en 1964, después de prometer que la guerra de Vietnam no sería extendida. Las revelaciones provocaron gran escándalo y aumentaron la distancia entre el gobierno y el pueblo estadounidense, dañando a la administración Nixon en su esfuerzo por llevar adelante la guerra, ya afectada en la época por las protestas en todo el país contra la guerra de Vietnam.
Ellsberg, funcionario del Pentágono que tuvo acceso a los documentos, por haber trabajado en el grupo de estudios que los confeccionara, declaró como justificación de su acto que: «los documentos demostraban un comportamiento inconstitucional por una sucesión de presidentes, la violación de sus juramentos y la violación del juramento de sus subordinados» y que había copiado y filtrado los documentos con la esperanza de que su acto contribuyera a que su país «saliera de una guerra errada».
Los artículos de The New York Times empezaron a publicarse el 13 de junio de 1971 provocando inmediatamente una gran controversia política y acciones judiciales contra el periódico. A través del Fiscal general, John N. Mitchell, el gobierno intentó bloquear la publicación a través de tribunales federales que dictaron una orden que obligaba al periódico a cesar la publicación. El Times consiguió una orden en otra corte anulando la primera, y el caso fue llevado al Tribunal Supremo. Algunos días después The Washington Post comenzó, por su parte, a publicar partes del documento, por lo que ambas publicaciones se vieron denunciadas ante el Supremo.
El 30 de junio de 1972, el Tribunal Supremo de los Estados Unidos decidió, por seis votos contra tres, que los mandatos concedidos para impedir las publicaciones eran inconstitucionales, garantizando a los dos periódicos el derecho a continuar publicando. Mientras algunos saludaron la decisión como una victoria de la Primera Enmienda de la Constitución —que garantiza la libertad de expresión en los Estados Unidos— otros, porque la decisión no había sido unánime, la recibieron como una mera victoria legal, que daba una pequeña protección a los órganos de prensa, contra argumentos que apelaban la defensa de la seguridad nacional para impedir publicaciones de este género.

## Publicación completa
El 4 de mayo de 2011, los Archivos Nacionales y Administración de Documentos de los Estados Unidos anunció que los Papers serían desclasificados y entregados íntegramente a la Biblioteca y Museo Presidencial de Richard Nixon en Yorba Linda, California, el 13 de junio de 2011.
La institución publicó cada volumen de los Papers en un archivo PDF separado disponible en su página web.

## Filtraciones relacionadas
- Diarios de Afganistán
- Revelaciones de Edward Snowden